# Yavuz Işılay
Yavuz Işılay est un joueur turc de volley-ball.
Yavuz Işılay a joué dans l'équipe de Galatasaray "champion de ligue et de Turquie sans interruption", et dans l’équipe nationale des années 1960 (55 sélections). Yavuz avait la particularité de sauter très haut et d'être rapide. Cela en a fait un attaquant difficile à stopper.
Il a été élu meilleur joueur de l’année en 1967.
À part Galatasaray, il a joué dans l’équipe du Servette Genève. Servette a été "champion de ligue ces années-là".

## Clubs
| Club        | Pays    | De        | À         |
| ----------- | ------- | --------- | --------- |
| Galatasaray | Turquie | 1959-1960 | 1963-1964 |
| Servette VB | Suisse  | 1963-1964 | 1965-1966 |
| Galatasaray | Turquie | 1965-1966 | 1972-1973 |